# ماللاوی
ماللاوی (به لاتین: Mallavi) یک منطقهٔ مسکونی در سری‌لانکا است که در ناحیه مولایتیوو واقع شده‌است.